# Улица Шејкина (Звездара)
| Улица Шејкина | Улица Шејкина                     |
| ------------- | --------------------------------- |
|               |                                   |
| Општина       | Звездара                          |
| Почетак       | Улица Витезови Карађорђеве звезде |
| Крај          | Орловачка улица                   |
| Дужина        | 1000 м m                          |
| Створена      | 1969.године                       |
| Стари називи  | Дунавска                          |
|               |                                   |
|               |                                   |
| Улица ноћу    |                                   |

Улица Шејкина се налази у Миријеву, припада Општини Звездара. Улица се протеже од улице Витезови Карађорђеве звезде до Орловачке улице. Дуга је oko 1km (1000 m).

## Историјат
Улица Шејкина је добила име 1992. године и до данас носи тај назив. Претходни назив улице је Дунавска, али у Миријеву, и то име је имала у периоду од 1969. године до 1991. године.

## Порекло имена
Шејкина улица носи назив по  Леониду Трофимовичу Шејки, познатом архитекти, сликару и сценограф који је рођен и живео у Београду. Шејка је један од оснивача и главни теоретичар уметничке групе Медиала и аутор дела Трактат о сликарству.

## Значајни објекти у овој улици
У улици Шејкина налазе се вртићи, играонице, продавнице прехрамбене робе.
- Седма београдска гимназија
- Гимнастички клуб Победник

## Линије градског превоза
Линије градског превоза које пролазе близу улице Шејкине су аутобуси 25P, 27E, 46 и 74.